# Volkan Babacan
Volkan Babacan (ur. 11 sierpnia 1988 w Antalyi) – turecki piłkarz grający na pozycji bramkarza. Od 2014 roku jest piłkarzem klubu İstanbul Başakşehir.

## Kariera klubowa
Swoją karierę piłkarską Babacan rozpoczął w klubie Fenerbahçe SK ze Stambułu. W 2006 roku awansował do kadry pierwszego zespołu, a następnie został wypożyczony do İstanbulsporu, grającego w 1. Lig. Grał w nim przez rok i 2007 roku wrócił do Fenerbahçe, w którym był rezerwowym bramkarzem dla Volkana Demirela. W barwach Fenerbahçe w tureckiej ekstraklasie 20 zadebiutował 20 września 2008 w wygranym 3:0 domowym meczu z Gençlerbirliği SK. W zespole Fenerbahçe rozegrał łącznie 6 spotkań ligowych. Wywalczył z nim dwa wicemistrzostwa Turcji w sezonach 2007/2008 i 2009/2010 oraz dwukrotnie zdobył Superpuchar Turcji w latach 2007 i 2009.
W 2010 roku Babacan został wypożyczony z Fenerbahçe do Kayserisporu. Swój ligowy debiut w Kayserisporze zaliczył 24 stycznia 2011 w wygranym 3:2 domowym meczu z klubem İstanbul Büyükşehir Belediyespor. W Kayserisporze rozegrał 4 mecze.
W 2011 roku Babacan został piłkarzem Manisasporu. Swój debiut w nim zanotował 12 grudnia 2011 w zremisowanym 2:2 wyjazdowym meczu z Sivassporem. Na koniec sezonu 2011/2012 spadł z Manisasporem z Süper Lig do 1. Lig. Na poziomie drugiej ligi grał przez dwa lata.
W 2014 roku Babacan podpisał kontrakt z İstanbul Başakşehir. Zadebiutował w nim 30 sierpnia 2014 w zremisowanym 1:1 domowym meczu z Kasımpaşa SK. W İstanbul BB jest podstawowym bramkarzem.
| Sezon   | Klub                | Kraj   | Rozgrywki | Mecze | Bramki |
| ------- | ------------------- | ------ | --------- | ----- | ------ |
| 2005/06 | Fenerbahçe SK       | Turcja | Süper Lig | 0     | 0      |
| 2006/07 | İstanbulspor        | Turcja | 1. Lig    | 11    | 0      |
| 2007/08 | Fenerbahçe SK       | Turcja | Süper Lig | 0     | 0      |
| 2008/09 | Fenerbahçe SK       | Turcja | Süper Lig | 6     | 0      |
| 2009/10 | Fenerbahçe SK       | Turcja | Süper Lig | 0     | 0      |
| 2010/11 | Kayserispor         | Turcja | Süper Lig | 4     | 0      |
| 2011/12 | Manisaspor          | Turcja | Süper Lig | 4     | 0      |
| 2012/13 | Manisaspor          | Turcja | 1. Lig    | 34    | 0      |
| 2013/14 | Manisaspor          | Turcja | 1. Lig    | 31    | 0      |
| 2014/15 | İstanbul Başakşehir | Turcja | Süper Lig |       |        |

## Kariera reprezentacyjna
W swojej karierze Babacan grał w młodzieżowych reprezentacjach Turcji na różnych szczeblach wiekowych. W 2005 roku wystąpił z reprezentacją Turcji na Mistrzostwach Świata U-17, na których zajął 3. miejsce. 13 października 2014 zadebiutował w dorosłej reprezentacji w zremisowanym 1:1 meczu eliminacji do Euro 2016 z Łotwą, rozegranym w Rydze.